# 岛宫

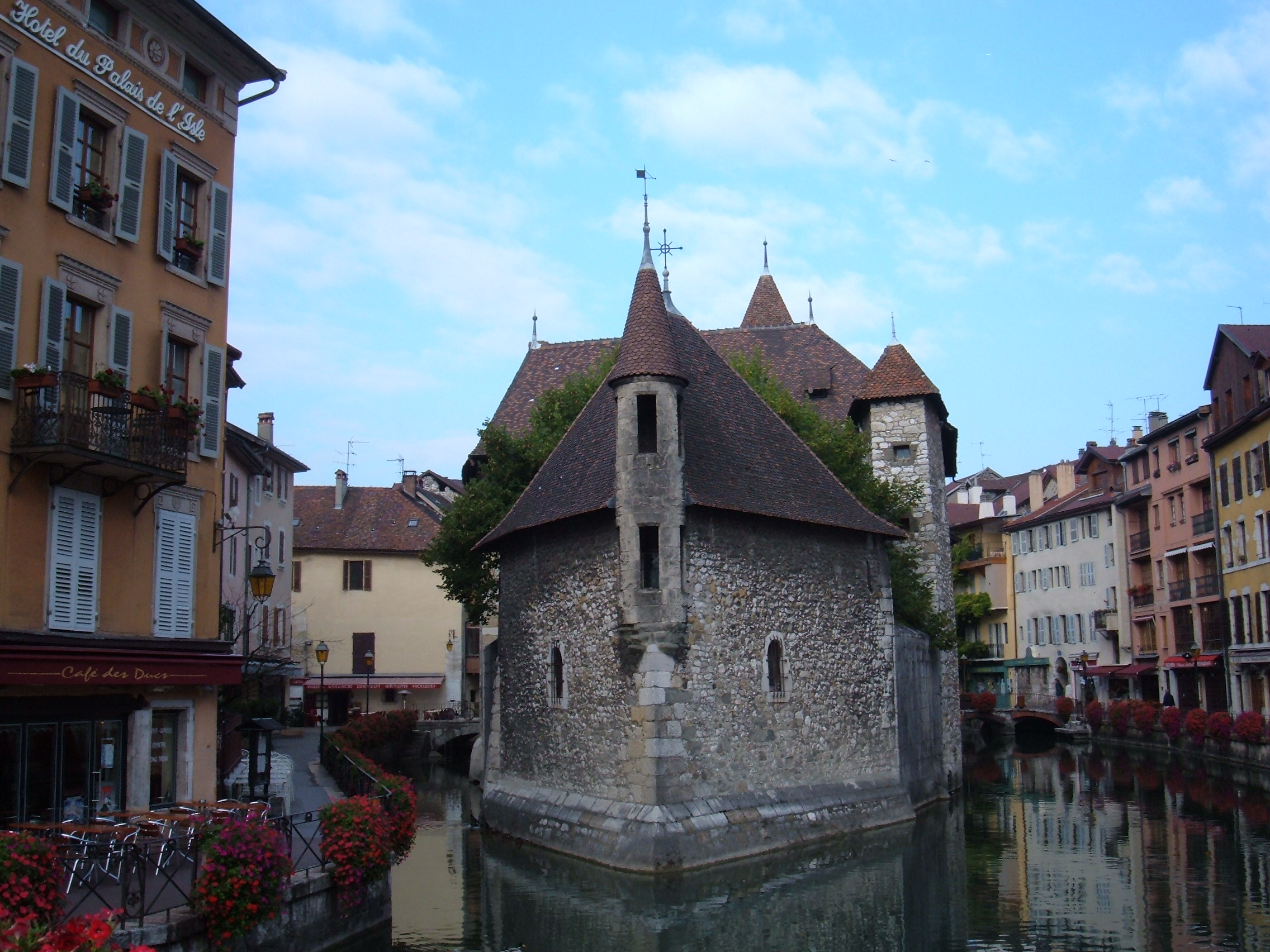
岛宫

岛宫（Palais de l'Isle）是法国东南部城市阿讷西的一座三角形城堡，位于蒂尤河的中间。它建于1132年。
在12世纪，这是阿讷西领主的居住地，后来成为日内瓦伯爵的行政总部，后来曾经改为法院、造币厂，最后改为监狱，从中世纪起直到1865年，第二次世界大战期间又再度作为监狱使用。1900年，岛宫被法国文化部列为历史古迹，目前辟为当地的历史博物馆。